# Marina Rocco
Marina Rocco (Milano, 14 gennaio 1979) è un'attrice italiana.

## Biografia
Inizia la sua carriera recitando in teatro e in televisione. Nel 2001 prende parte alla Melevisione, programma per bambini su Rai 3 dove acquisisce una notevole visibilità interpretando il personaggio della folletta bibitiera Nina Corteccia fino al 2005.
Il debutto sul grande schermo avviene nel 2007 con La giusta distanza, regia di Carlo Mazzacurati, apprezzato dramma sull’omicidio di una ragazza che sconvolge l’apparente tranquillità di un piccolo centro veneto. Nello stesso anno recita in Appuntamento a ora insolita, regia di Stefano Coletta, in Voce del verbo amore, regia di Andrea Manni, e nel bellissimo e innovativo Valzer, regia di Salvatore Maira, che viene presentato alla 64ª Mostra del Cinema di Venezia, all’interno delle Giornate degli Autori (2007).
Nel 2008 torna in tv con la serie di grande successo Tutti pazzi per amore, regia di Riccardo Milani, in cui sarà tra le protagoniste per tre stagioni: con la sua interpretazione del ruolo di Stefania, otterrà il premio come migliore interprete femminile al Roma Fiction Fest 2010.
Nel 2014 è nel cast fisso della web serie Il candidato - Zucca presidente, regia di Ludovico Bessegato. Nel 2016 è la volta di Romanzo famigliare, regia di Francesca Archibugi.
Nel frattempo partecipa a molti film per il cinema, alternando progetti più di nicchia e indipendenti a progetti più commerciali e commedie romantiche. Tra gli altri ricordiamo Sanguepazzo (2008), regia di Marco Tullio Giordana, Riprendimi (2008), regia di Anna Negri, Manuale d'amore 3 (2011), regia di Giovanni Veronesi, Si può fare l'amore vestiti? (2012), regia di Donato Ursitti, Nina (2013), regia di Elisa Fuksas, Studio illegale (2013), regia di Umberto Carteni.
Nel 2013 è Federica, una delle donne protagoniste di Pazze di me, regia di Fausto Brizzi. Nel 2012 ha un cameo nel film romano di Woody Allen, To Rome With Love, accanto a Roberto Benigni. Nel 2015 partecipa a Nessuno si salva da solo, regia di Sergio Castellitto e Solo per il weekend, regia di Gianfranco Gaioni. Nel 2018 partecipa alla commedia Metti la nonna in freezer, regia di Giancarlo Fontana e Giuseppe G. Stasi, in cui è una restauratrice amica della protagonista Miriam Leone, al film Notti Magiche, regia di Paolo Virzì, al film Genitori quasi perfetti, regia di Laura Chiossone, uscito il 29 agosto 2019.
Alla carriera cinematografica e televisiva, Marina affianca l’impegno in ambito teatrale, in cui lavora dal 1999, ma di cui il vero debutto artistico può dirsi legato alle dissacranti riletture ludiche di classici a opera dell’attore e regista Filippo Timi, che l’ha diretta in Il popolo non ha il pane? Diamogli le brioche (2009), Amleto² (2012), in cui Marina gioca con il mito di Marilyn Monroe, Don Giovanni (2013), La Sirenetta (2014). Nel 2011 ha lavorato in teatro per la regia Paolo Virzì in Se non ci sono altre domande con Silvio Orlando, satira sui talk show televisivi.
Negli anni successivi è stata scritturata nelle produzioni del Teatro Franco Parenti di Milano, con le regie di Andrée Ruth Shammah: Ondine (2013), Gli innamorati (2014), Una casa di bambola (2016). Nella stagione 2018-19 è in scena con Un cuore di vetro in inverno, scritto e diretto da Filippo Timi, co-produzione Teatro Franco Parenti-Fondazione Teatro della Toscana.

## Filmografia

### Cinema
- Tunnel, regia di Gilberto Squizzato (2002)
- Niente storie, registi vari (2006)
- La giusta distanza, regia di Carlo Mazzacurati (2007)
- Valzer, regia di Salvatore Maira (2007)
- Voce del verbo amore, regia di Andrea Manni (2007)
- Appuntamento a ora insolita, regia di Stefano Coletta (2007)
- Penso che un sogno così, regia di Marco De Luca (2008)
- Sanguepazzo, regia di Marco Tullio Giordana (2008)
- Amore, bugie e calcetto, regia di Luca Lucini (2008)
- Riprendimi, regia di Anna Negri (2008)
- L'amore non esiste, regia di Massimiliano Camaiti - cortometraggio (2008)
- Manuale d'amore 3, regia di Giovanni Veronesi (2011)
- To Rome with Love, regia di Woody Allen (2012)
- Si può fare l'amore vestiti?, regia di Donato Ursitti (2012)
- Nina, regia di Elisa Fuksas (2012)
- Breve storia di lunghi tradimenti, regia di Davide Marengo (2012)
- Studio illegale, regia di Umberto Carteni (2013)
- La stanza, regia di Massimiliano Battistella - cortometraggio (2013)
- Pazze di me, regia di Fausto Brizzi (2013)
- Nessuno si salva da solo, regia di Sergio Castellitto (2015)
- Solo per il weekend, regia di Gianfranco Gaioni (2015)
- Metti la nonna in freezer, regia di Giancarlo Fontana e Giuseppe Stasi (2018)
- Notti magiche, regia di Paolo Virzì (2018)
- Genitori quasi perfetti, regia di Laura Chiossone (2019)
- The Land of Dreams, regia di Nicola Abbatangelo (2022)
- Tre di troppo, regia di Fabio De Luigi (2023)

### Televisione
- CentoVetrine, registi vari - soap opera (2004)
- Melevisione, nel ruolo di Nina Corteccia - serie Tv (2001-2004)
- Ugo, registi vari - sit-com (2002)
- Per amore, regia di Maria Carmela Cicinnati e Peter Exacoustos - miniserie TV (2002)
- Operazione Stradivari, regia di Rolando Colla - film TV (2004)
- Cotti e mangiati, regia di Franco Bertini - sit-com (2006)
- Il commissario De Luca, regia di Antonio Frazzi - miniserie TV (2008)
- Rex, regia di Marco Serafini - serie TV (2008)
- Tutti pazzi per amore, regia di Riccardo Milani e Laura Muscardin - serie TV (2008)
- Tutti pazzi per amore 2, regia di Riccardo Milani e Laura Muscardin - serie TV (2010)
- Tutti pazzi per amore 3, regia di Laura Muscardin - serie TV (2011)
- Altri tempi, regia di Marco Turco - miniserie TV (2013)
- Il candidato - Zucca presidente, regia di Ludovico Bessegato (2014-2015) Raitre
- Tadà - varietà (2016) DeeJay Tv
- Romanzo famigliare, regia di Francesca Archibugi - serie TV (2018)
- Il commissario Montalbano - serie TV, episodio: Il metodo Catalanotti (2021)
- Imma Tataranni - Sostituto procuratore - serie TV, episodio 2x05 (2022)
- Stucky - serie TV, episodio 1x01 (2024)

### Pubblicità
- Testimonial di Enel Energia (2021)

## Teatro
- Il popolo non ha il pane? Diamogli le brioche, regia di Filippo Timi (2009/10)
- Amleto, regia Filippo Timi e Stefania De Santis (2011)
- Se non ci sono altre domande, regia di Paolo Virzì (2011)
- Amleto², testo e regia di Filippo Timi (2012)
- Ondine, di Jean Giraudoux, regia di Andrée Ruth Shammah (2013)
- Il Don Giovanni. Vivere è un abuso, mai un diritto, regia di Filippo Timi (2013)
- La Sirenetta, regia di Filippo Timi (2014)
- Gl'innamorati di Carlo Goldoni, regia di Andrée Ruth Shammah (2014)
- Una casa di bambola, regia di Andrée Ruth Shammah, con Filippo Timi (2015-2016)
- Un cuore di vetro in inverno, regia di Filippo Timi (2018/2019)
- La Maria Brasca, di Giovanni Testori, regia di Andrée Ruth Shammah, Teatro Franco Parenti di Milano (2023)

## Riconoscimenti
- Roma Fiction Fest 2010 – Premio come migliore interprete femminile per Tutti pazzi per amore 2 assegnato dalla Giuria L.A.R.A.[2]